# Nemesis Divina
Albums de Satyricon
The Shadowthrone
(1994) Megiddo
(1997)
Nemesis Divina est le troisième album studio du groupe de Black metal norvégien Satyricon. L'album est sorti 22 avril 1996 sous le label Moonfog Productions.
Une vidéo a été tournée pour le titre Mother North, qui est un des titres les plus connus du groupe. Il s'agit du premier groupe de Black metal à avoir tourné une vidéo avec le groupe Immortal.
Cet album a été composé et enregistré en collaboration avec le musicien Nocturno Culto du groupe de Black metal norvégien Darkthrone. Il y prend le rôle de second guitariste.
Nebelhexë assure la narration du chant The dawn of a new age
Durant l'été 2016 le groupe interprète cet album dans son intégralité durant une série de concerts qui se conclut avec une prestation au Fall of Summer.

## Musiciens
- Satyr - Chant, Guitare, Basse, Claviers
- Frost - Batterie
- Nocturno Culto - Guitare

## Liste des morceaux
1. The Dawn Of A New Age – 7:28
2. Forhekset – 4:32
3. Mother North – 6:26
4. Du Som Hater Gud – 4:21
5. Immortality Passion – 8:23
6. Nemesis Divina – 6:55
7. Transcendental Requiem Of Slaves – 4:44